# Artaguin Buyanjargal
Artaguin Buyanjargal es un deportista mongol que compitió en judo. Ganó una medalla de bronce en los Juegos Asiáticos de 1990, en la categoría de –71 kg.

## Palmarés internacional
| Juegos Asiáticos | Juegos Asiáticos | Juegos Asiáticos  | Juegos Asiáticos |
| Año              | Lugar            | Medalla           | Categoría        |
| ---------------- | ---------------- | ----------------- | ---------------- |
| 1990             | Pekín (China)    | Medalla de bronce | –71 kg           |